# Nowy Podoś
Nowy Podoś (prononciation : [ˈnɔvɨ ˈpɔdɔɕ]) est un village polonais de la gmina de Płoniawy-Bramura dans le powiat de Maków de la voïvodie de Mazovie dans le centre-est de la Pologne.

## Histoire
De 1975 à 1998, le village appartenait administrativement à la voïvodie d'Ostrołęka.